# Авалон (Новая Зеландия)
Авалон (англ. Avalon) — пригород Лоуэр-Хатт на Северном острове Новой Зеландии. Пригород сформировался как частный жилой комплекс в 1970-х годах. Он расположен на участке, ранее занимаемом садами на левом (восточном) берегу реки Хатт. В основном в пригороде возведены дома калифорнийского дизайна, часто двухэтажные, с 3 или 4 спальнями. Здесь также находится один из самых больших парков/игровых площадок в Лоуэр-Хатт.
Городской совет Хатта официально определяет Авалон как территорию, ограниченную с севера улицей Перси Камерона и мостом Вингейт, железнодорожной линией Хатт-Вэлли с востока, улицами Фэйрвей-Драйв и Дэйш с юга и рекой Хатт с запада.

## Avalon Studios
Авалон стал известен большинству новозеландцев как один из первых центров общенационального телевизионного вещания страны. В 1975 году здесь была построена студия Avalon Studios. Новая Зеландия впервые начала регулярное общественное телевещание в 1960 году, а в 1969 году ввела телевизионную сеть с единственным (и принадлежащим государству) каналом, который занял монопольное положение и приобрёл огромное влияние в новозеландских СМИ. Название «Авалон» стало нарицательным, и обобщало это влияние в течение многих лет.
Авалон также стал центром новозеландского кинопроизводства — благодаря компании National Film Unit, которую Питер Джексон приобрёл в конце 1990-х годов и включил в состав своего предприятия Park Road Post. Авалон был местом съёмок телевизионного шоу «100 часов» 2002 года.
Компания TVNZ (основанная в 1980 году) унаследовала недвижимость Авалона и продолжала выполнять некоторые функции студии Авалона, хотя в 1980-х годах его деятельность в основном переместилась в Окленд. Студия Avalon производила телевизионные шоу, такие как «Доброе утро» и прямой эфир лотерейного розыгрыша Комиссии по лотереям Новой Зеландии.
Студия Avalon состоит из двух основных зданий: 10-этажной башни и одноэтажного здания складского типа. Башня представляет собой 10-этажное бетонное здание. Она была построена в 1975 году и выполнена в стиле, напоминающем сталинскую архитектуру. Помещения внутри здания занимают площадь около 23 000 м2. На крыше здания расположены устройства спутниковой связи. На момент окончания постройки башня студии доминировала на небосклоне Лоуэр-Хатта, и до сих пор является самым высоким зданием в Авалоне.
В 2011 году телекомпания TVNZ объявила, что к 2013 году продаст этот участок и перенесёт оставшиеся передачи в Окленд, тем самым укрепив оклендскую направленность вещания. По мнению телевизионных деятелей из Веллингтона, дрейф на север начался в 1980 году с образования TVNZ и последующего переезда редакции новостей и штаб-квартиры TV One в Окленд при тогдашнем премьер-министре Робе Малдуне (в должности 1975—1984).
В апреле 2012 года консорциум Avalon Holdings купил Avalon Studios, рассчитывая официально вступить во владение в начале 2013 года. В 2017 году помещения студии использовались для съёмок фильма со Скарлетт Йоханссон, «Призрак в доспехах». В марте 2019 года была подана заявка на преобразование 10-этажной башни Avalon Tower в комплекс апартаментов.

## Демография

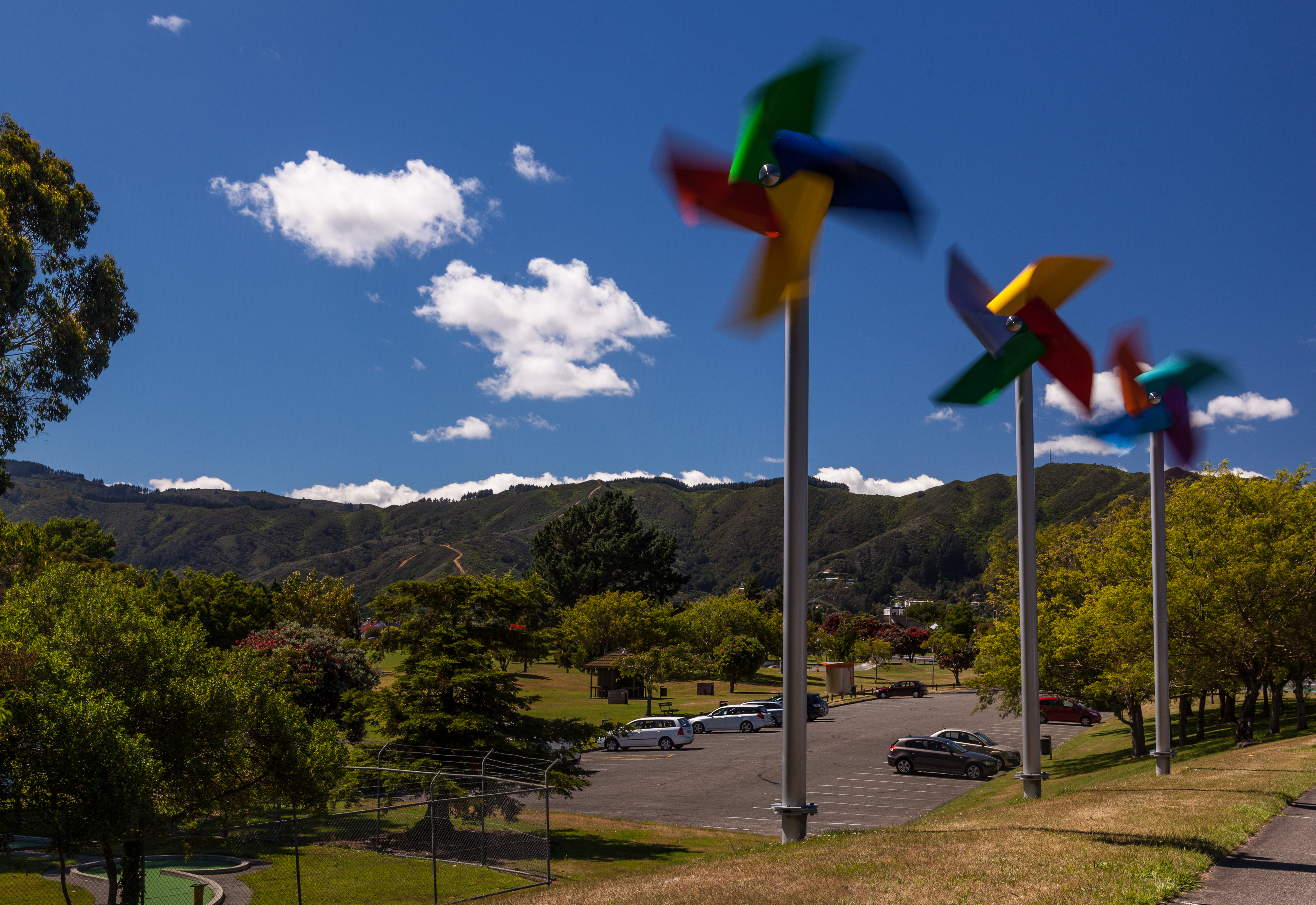
«Улыбающиеся ветряки» — кинетические скульптуры в парке Авалон.

Авалон, включающий статистические районы Авалон-Вест и Авалон-Ист, занимает площадь 2,02 км². По предварительным оценкам, на июнь 2021 года его население составляло 5420 человек, плотность населения — 2683 человека на км².
По данным переписи населения Новой Зеландии 2018 года, население Авалона составляло 5094 человека, что на 291 человека (6,1 %) больше, чем по данным переписи 2013 года, и на 432 человека (9,3 %) больше, чем по данным переписи 2006 года. Насчитывалось 1974 домохозяйства. В пригороде проживало 2418 мужчин и 2676 женщин, что даёт соотношение полов 0,9 мужчин на одну женщину. 900 человек (17,7 %) в возрасте до 15 лет, 897 (17,6 %) в возрасте от 15 до 29 лет, 2127 (41,8 %) в возрасте от 30 до 64 лет и 1167 (22,9 %) в возрасте 65 лет и старше.
Этническая принадлежность: 57,8 % — европейцы/пакеха, 14,3 % — маори, 12,9 % — тихоокеанцы, 24,4 % — азиаты и 4,2 % — другие этнические группы (общее число превышает 100 %, так как люди могли идентифицировать себя с несколькими этническими группами).
Доля людей, родившихся за границей, составила 31,9 %, по сравнению с 27,1 % по стране.
Хотя некоторые люди отказались назвать свою религию, 37,5 % не исповедуют никакой религии, 42,5 % являются христианами, 7,5 % — индуистами, 2,7 % — мусульманами, 1,8 % — буддистами и 3,1 % исповедуют другие религии.
Из тех, кому не менее 15 лет, 885 (21,1 %) человек имели степень бакалавра или выше, а 843 (20,1 %) человека не имели формальной квалификации. Статус занятости тех, кому было не менее 15 лет, был следующим: 1842 (43,9 %) человека были заняты полный рабочий день, 528 (12,6 %) — неполный рабочий день, и 237 (5,7 %) — безработные.
| Наименование   | Население | Домохозяйств | Средний возраст | Средний доход |
| -------------- | --------- | ------------ | --------------- | ------------- |
| Авалон-Вест    | 2628      | 1035         | 46,9 года       | $28 600       |
| Авалон-Ист     | 2466      | 939          | 36,1 года       | $27 400       |
| Новая Зеландия |           |              | 37,4 года       | $31 800       |

## Образование
В Авалоне есть пять школ:
- Авалонская средняя школа — государственная средняя школа (7-8 классы), в которой по состоянию на март 2022 года обучалось 239 учеников[21].
- Авалонская школа — государственная начальная школа (1-6 классы), в которой по состоянию на март 2022 года обучалось 188 учеников[21].
- Школа Кими Ора — государственная специальная школа для учащихся с физическими недостатками, в которой по состоянию на март 2022 года обучалось 77 человек[21].
- Колледж Наенаэ[англ.] — государственная средняя школа (9-13 классы), в которой по состоянию на март 2022 года обучалось 793 человека[21].
- Средняя школа Наенаэ — государственная средняя школа (7-8 классы), в которой по состоянию на март 2022 года обучалось 358 учеников[21].